# Giovanni Battista Guarini

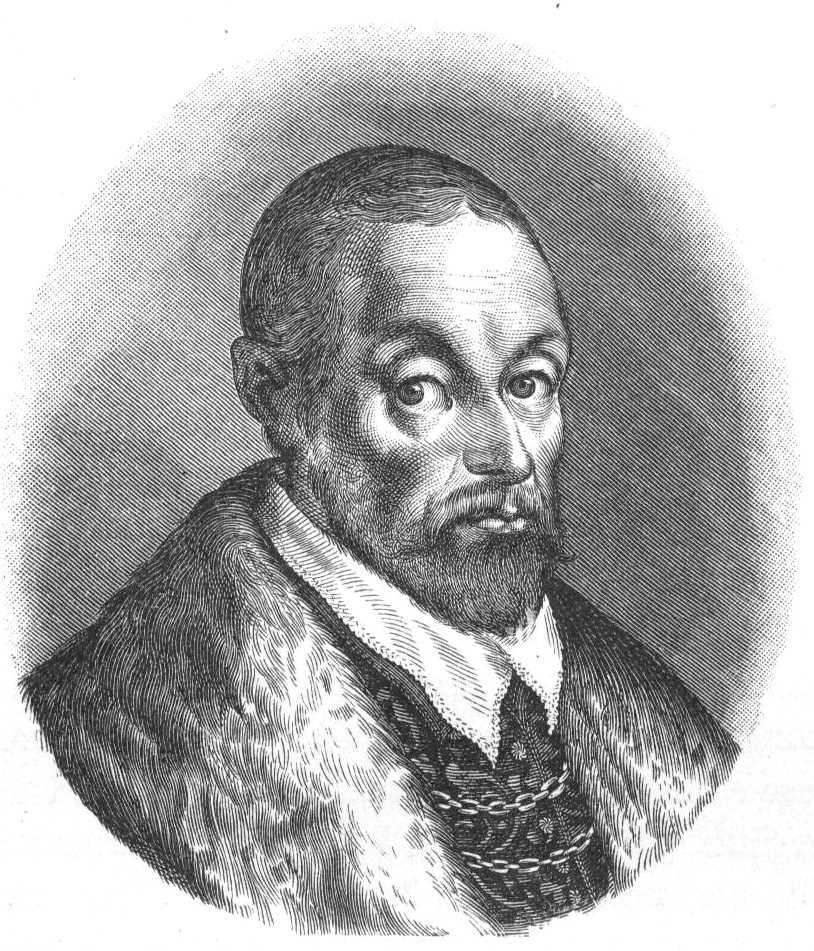
Battista Guarini

Pastor fido, 1680

Giovanni Battista Guarini (* 10. Dezember 1538 in Ferrara; † 7. Oktober 1612 in Venedig) war ein italienischer Dichter.

## Leben
Giovanni Battista Guarini studierte in Padua, Pisa und Ferrara und wurde, noch sehr jung, Professor der Literatur und Philosophie an letzterer Universität. Im Alter von 30 Jahren trat er in die Dienste des Herzogs Alfons II. von Ferrara, der ihn zum Ritter ernannte und als Gesandten an verschiedene Höfe schickte, zuletzt an die polnischen Stände, um Alfons zum König vorzuschlagen.
Infolge des Misslingens dieser Sendung vom Herzog entlassen, zog er sich 1582 auf sein Landgut in der Nähe von Rovigo zurück, wo er sich vor allem mit den Wissenschaften beschäftigte. Aber schon 1585 rief ihn der Herzog als Staatssekretär nach Ferrara zurück, und Guarini gelangte wiederum auf kurze Zeit zu großem Ansehen, nahm jedoch 1587, da er sich durch eine Einmischung des Herzogs in seine Familienangelegenheiten gekränkt fühlte, erneut seine Entlassung.
Nachdem er sich kurze Zeit am Hof des Herzogs von Savoyen aufgehalten hatte und hierauf abermals eine Reihe von Jahren als Privatmann gelebt hatte, trat er 1597 in die Dienste des Großherzogs Ferdinand I. von Toscana, bald darauf in die des Herzogs von Urbino, die er aber ebenfalls bald verließ, um in seine Heimatstadt zurückzukehren, von welcher er 1605 nach Rom gesandt wurde, um Papst Paul V. zu seiner Papstwahl Glück zu wünschen. Doch hielt er sich immer nur zeitweilig in Ferrara auf, denn die zahlreichen Prozesse, in die ihn sein äußerst streitsüchtiger Charakter während seines ganzen Lebens selbst mit den nächsten Angehörigen verwickelte, nötigten ihn zu fortwährenden Reisen. Auf einer derselben starb er 1612 in Venedig.
Von Guarinis poetischen Werken ist seine Schäferdichtung Il pastor fido, die vorzüglichste aller Nachahmungen des Aminta von Torquato Tasso, am berühmtesten geworden. Es wurde zuerst 1585 in Turin zur Vermählung Karl Emanuels, Herzogs von Savoyen, mit Katharina von Österreich, Philipps III. Schwester, aufgeführt, aber erst 1590 in Venedig gedruckt.
Als Drama nicht wirklich überragend, hat das Stück einzelne große Schönheiten und zeichnet sich namentlich durch die Eleganz der Sprache und des Versbaues aus. Es hat stets zu den Lieblingsdichtungen der Italiener gehört und ist außerordentlich oft (auch außerhalb Italiens) gedruckt (am besten Venedig 1602 u. 1769, Leiden 1678, London 1800, Mailand 1807) und auch in fast alle europäischen Sprachen übersetzt worden (ins Deutsche von Hoffmannswaldau (1652), von Hans Aßmann Freiherr von Abschatz 1672/78 unter dem Titel „Der teutsch-redende treue Schäffer des berühmten Welschen Guarini“; Arnold (Gotha 1815), H. Müller (Zwickau 1822) und Merbach (Grimma 1846)).
Die Sängerin Anna Guarini, Mitglied des berühmten Vokalensembles Il Canto delle Dame di Ferrara am Hofe Alfonsos II., war seine Tochter.

## Werke (Auswahl)
- Lettere. Verona 1593 und 1615
- Il segretario. Venedig 1594
- Rime. Venedig 1598
- La idropica. Verona 1734 (Lustspiel)

sowie sein 1818 gedruckter Trattato della politica libertà (mit Guarinis Biografie von Ruggieri). Eine unvollendet gebliebene Sammlung seiner Werke besorgten Barotti und Apostolo Zeno (Verona 1737–38, 4 Bände).